# Bengt Nedvall
Bengt Tommy Nedvall, ursprungligen Nilsson, född 17 september 1942 i Lund, död 24 maj 1999 i Malmö, var en svensk landslagsspelare i handboll. Under sin aktiva tid spelade han på niometer.

## Karriär
Född i Lund var det naturligt att Bengt Nedvall började spela handboll och klubbvalet föll på H43 Lund som avancerat till allsvenskan 1956 då Lugi fortsatt spelade i de lägre divisionerna. Han spelade sedan för H43 till 1970 då han bytte klubb till Malmö FF. Första året i H43.s A-lag 1962-63 hette han fortfarande Bengt Nilsson. Klubbytet kan ha orsakats av att han bodde i Malmö och när H43 ramlade ur allsvenskan fanns MFF I samma serie. Två år senare var han åter i Lund och spelade för Lugi till 1976 men sen avslutade han karriären. Under åren i H43 nådde han sin topp i karriären och stod för fler än 300 mål på 87 matcher att jämföra med 66 mål på 63 matcher i Lugi. I slutet var han mer uttalat en försvarsspelare.

## Landslagskarriär
Bengt Nedvalls första landskamp var mot Norge i Oslo den 16 november 1963. Sedan spelade han 71 landskamper 1963-1970 och deltog i två VM-turneringar, Först var han med och vann silver i VM 1964 och slutligen spelade han VM 1967 i Sverige. I VM 1967 medverkade han i fem av Sveriges matcher och gjorde 6 mål. Nedvalls sista landskamp mot Spanien 30 april 1970 i Las Palmas i en svensk förlust 19-21.